# Guskhara
Guskhara är en ort i Indien.   Den ligger i distriktet Barddhamān och delstaten Västbengalen, i den östra delen av landet, 1 200 km sydost om huvudstaden New Delhi. Guskhara ligger 41 meter över havet och antalet invånare är 33 780.
Terrängen runt Guskhara är mycket platt. Runt Guskhara är det tätbefolkat, med 659 invånare per kvadratkilometer. Närmaste större samhälle är Bolpur, 19,3 km norr om Guskhara. Trakten runt Guskhara består till största delen av jordbruksmark.